# مورچه‌مرغ پشت‌پولکی شینگو

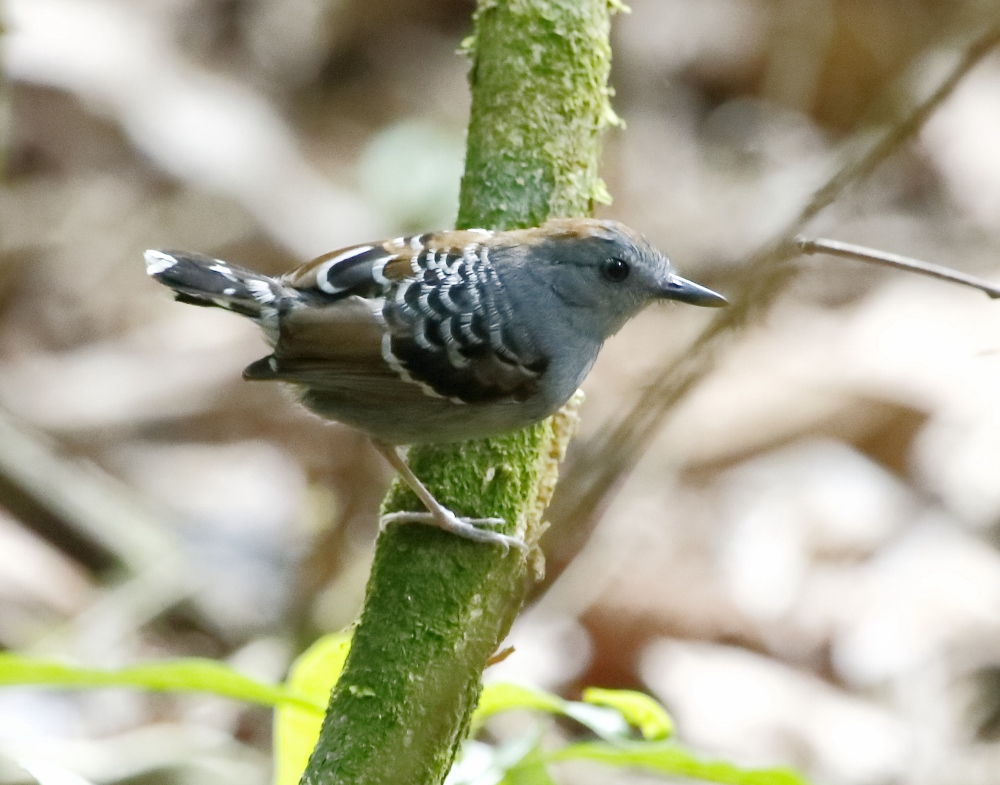
مورچه‌مرغ پشت‌پولکی شینگو

مورچه‌مرغ پشت‌پولکی شینگو (نام علمی: Willisornis vidua) نام یک گونه از سرده مرغ‌های ویلیس است.